# 波佛斯37.5cm反潛火箭發射器M/50
波佛斯37.5cm反潜火箭发射器M/50是瑞典波佛斯公司研成的反潛迫擊砲，它是將深水炸彈裝在火箭炮上，以便將深水炸彈投射得更快且更遠的深水炸彈發射器。M/50發射器有两联、四联、六联装发射管版本。1956年开始运服役。它在主動尋標反潛魚雷尚不可靠的1950年代，被視為理想的近距離反潛作戰武器，獲得瑞典、德国、法国、日本、比利时等海军使用。

## 使用國家
- 比利时海上部队
  - 维林根级护卫舰 (Wielingen class frigate）

- 巴西
  - 尼特罗伊级护卫舰（Niteroi class frigate）

- 保加利亚
  - 旧维林根级护卫舰 (Wielingen class frigate)

- 德國聯邦國防軍海軍
  - 科隆级护卫舰（Köln class frigate）
  - 汉堡級驱逐舰（Hamburg class destroyer）

- 埃及

- 法國國家海軍
  - 代斯蒂安那·多尔夫级通報舰（D'Estienne d'Orves class Aviso）

（後来撒去）
- 印度尼西亞
  - 法塔西拉级护卫舰（Fatahillah class frigate）

- 印度海軍
  - 尼尔吉利级护卫舰（Nilgiri class frigate）

- 海上自衛隊
  - 高月型護衛艦
  - 峯雲型護衛艦（Minegumo class destroyer）
  - 山雲型護衛艦（Yamagumo class destroyer）
  - 夕張型護衛艦
  - 石狩 (DE-226)
  - 香取 (TV-3501)（かとり (練習艦)）

- 摩洛哥

- 马来西亚
  - 卡斯杜丽级护卫舰（Kasturi class frigate）

- 荷蘭
  - 弗里斯兰級驱逐舰（Friesland class destroyer）

- 奈及利亞
  - 埃林米级护卫舰

- 秘魯海軍
  - 旧弗里斯兰級驱逐舰

- 瑞典
  - 哈兰級驱逐舰 (Halland class destroyer)